# Ємелін Олексій В'ячеславович
Олексій В'ячеславович Ємелін (рос. Алексей Вячеславович Емелин; 25 квітня 1986, м. Тольятті, СРСР) — російський хокеїст, захисник. Виступає за «Монреаль Канадієнс» у Національній хокейній лізі. Заслужений майстер спорту Росії (2012).
Вихованець хокейної школи «Лада» (Тольятті). Виступав за ЦСК ВВС (Самара), «Лада» (Тольятті), «Ак Барс» (Казань).
В чемпіонатах НХЛ — 67 матчів (3+4).
У складі національної збірної Росії учасник чемпіонатів світу 2007, 2010, 2011 і 2012 (36 матчів, 4+5). У складі молодіжної збірної Росії учасник чемпіонатів світу 2005 і 2006. У складі юніорської збірної Росії учасник чемпіонату світу 2004.
Досягнення
- Чемпіон світу (2012), срібний призер (2010), бронзовий призер (2007)
- Володар Кубка Гагаріна (2009, 2010)
- Срібний призер чемпіонату Росії (2005)
- Володар Континентального кубка (2006, 2008)
- Переможець юніорського чемпіонату світу (2004).